# Tribonyx
Genre
Tribonyx est un genre d'oiseaux de la famille des Rallidae.

## Liste d'espèces
Selon la classification de référence du Congrès ornithologique international (version 2.8, 2011) :
- Tribonyx ventralis (Gould, 1837) – Gallinule aborigène
- Tribonyx mortierii Du Bus de Gisignies, 1840 – Gallinule de Tasmanie